# 잭 로빈슨
잭 로빈슨(Jack Robinson, 1993년 9월 1일 ~ )은 잉글랜드의 축구 선수이다. 현재 셰필드 유나이티드 소속이다.